# Ptiloglossa hoplopoda
Ptiloglossa hoplopoda is een vliesvleugelig insect uit de familie Colletidae. De wetenschappelijke naam van de soort is voor het eerst geldig gepubliceerd in 1987 door Moure.